# Nesobasis aurantiaca
Nesobasis aurantiaca là một loài chuồn chuồn kim trong họ Coenagrionidae.
Nesobasis aurantiaca được Tillyard miêu tả khoa học năm 1924.